# استونتینگ
استونتینگ (به انگلیسی: Stowting) یک روستا و محله مدنی در بریتانیا است که در Folkestone and Hythe واقع شده‌است. استونتینگ ۲۳۸ نفر جمعیت دارد.